# Brouqueyran
Brouqueyran egy francia település Gironde megyében az Aquitania régióban. Lakosainak száma 199 fő (2022. január 1.).

## Adminisztráció
Polgármesterek:
- 2001–2020 Jean-Louis Saumon

## Demográfia
| Lakosok száma | 140  | 122  | 136  | 180  | 209  | 198  | 194  | 202  | 206  | 199  |
|               | 1968 | 1982 | 1990 | 2006 | 2013 | 2015 | 2017 | 2019 | 2020 | 2022 |